# Fédération internationale des ouvriers du transport
Pour les articles homonymes, voir ITF.
La Fédération internationale des ouvriers du transport (en anglais, International Transport Workers' Federation ou ITF) est une fédération syndicale internationale composée de syndicats de travailleurs des transports.

## Histoire
La Fédération internationale des ouvriers du transport a été fondée en 1896 à Londres par des organisations européennes des dockers et gens de mer. Elle regroupe en 2005 plus de 624 syndicats dans 142 pays, soit plus de 5 millions de travailleurs. Elle est alliée à la Confédération syndicale internationale.
Le siège de l'ITF se trouve à Londres. La Fédération possède également des bureaux à Nairobi, Côte d'Ivoire Tokyo, New Delhi, Manille, Rio de Janeiro, Washington, D.C., Georgetown, Panama et Bruxelles.
L'action de l'ITF est principalement de lutter contre la « complaisance » et ses méfaits. Ses adhérents font partie du domaine maritime mais aussi fluvial, aérien et terrestre (Routier, Transport urbain et ferroviaire).